# Björn Sieber
Björn Sieber (Schwarzenberg, 5 de marzo de 1989 - Schwarzenberg, 26 de octubre de 2012) fue un esquiador alpino austriaco.
El esquiador austriaco de talla mundial murió en un accidente de coche el 26 de octubre de 2012; tenía tan solo 23 años. Sieber ganó dos medallas en los campeonatos mundiales junior, una plata en slalom gigante en 2009 y un bronce en super-G en 2008. Su mejor resultado en series mundiales fue un séptimo puesto en un evento combinado en febrero de 2011 rn Bansko, Bulgaria.